# Nozomu Kato
Nozomu Kato (加藤 望 Kato Nozomu?), född 7 oktober 1969 i Miyagi prefektur, är en japansk före detta fotbollsspelare.
Kato började sin karriär 1992 i Hitachi (Kashiwa Reysol). Han spelade 288 ligamatcher för klubben. Med Kashiwa Reysol vann han japanska ligacupen 1999. 2005 flyttade han till Shonan Bellmare. Han avslutade karriären 2008.